# Proiezione conica equivalente di Albers

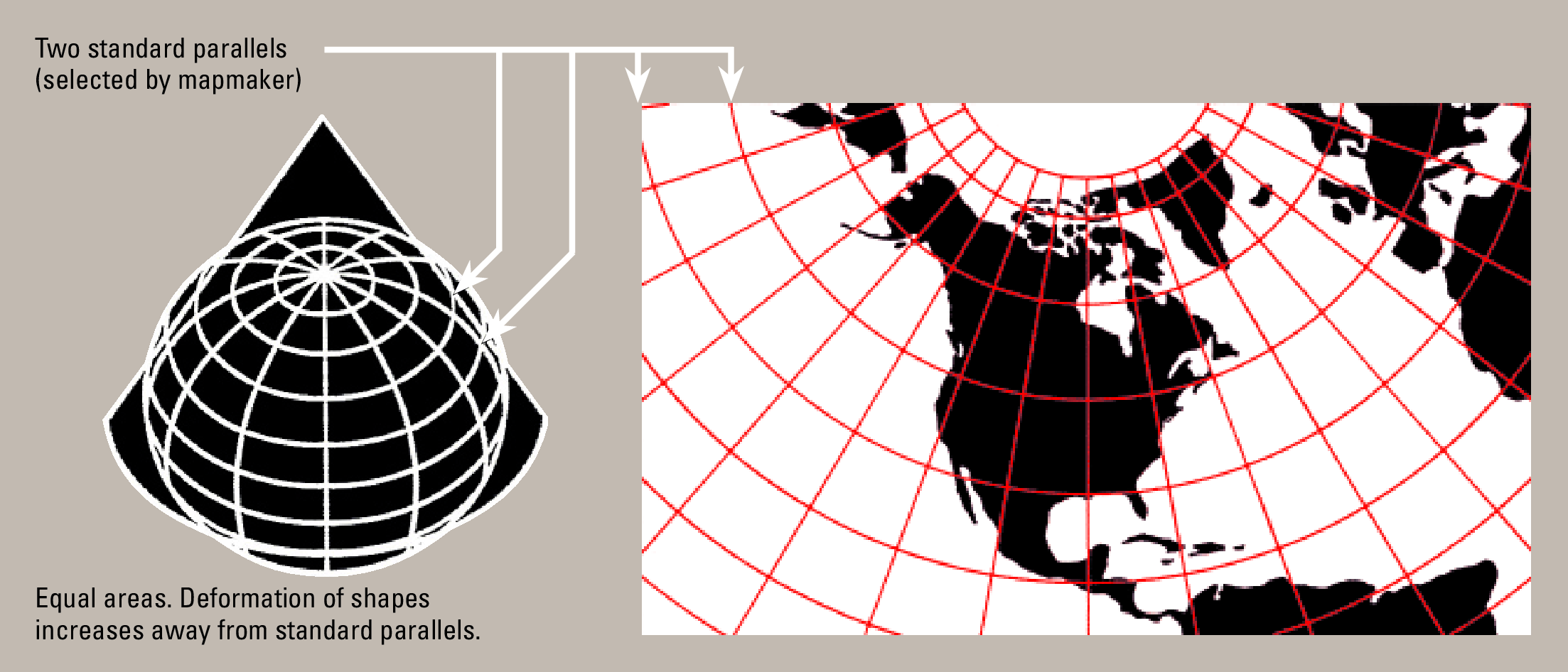
La proiezione di Albers conserva perfettamente le aree, ma distorce le forme

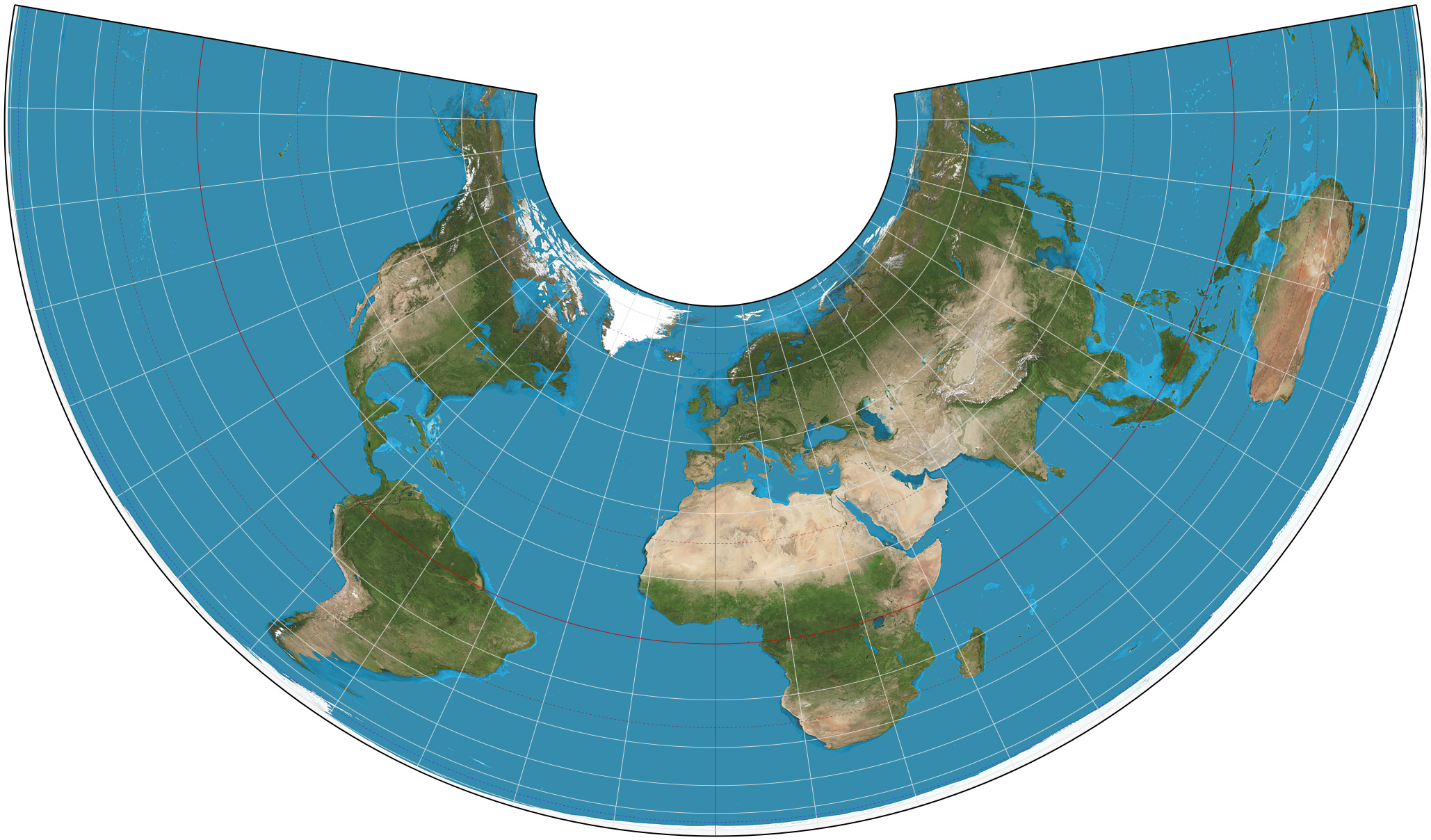
Planisfero secondo la proiezione di Albers, avendo per paralleli standard il 20°N e il 50°N

La proiezione conica equivalente di Albers, elaborata dal matematico Heinrich C. Albers nel 1805, è una proiezione cartografica conica equivalente che usa due paralleli di riferimento. Perciò le aree sono conservate (essendo una proiezione equivalente), mentre le distanze e le forme non si conservano perfettamente; tuttavia, tra i due paralleli standard la distorsione è minima.
Le coordinate sferiche di un Datum geodetico possono essere trasformate nelle coordinate della proiezione conica equivalente secondo le seguenti formule dove λ è la longitudine, λ0 la longitudine di riferimento, φ è la latitudine, φ0 la latitudine di riferimento e φ1 e φ2 i paralleli standard:
{\displaystyle x=\rho \sin \theta }
{\displaystyle y=\rho _{0}-\rho \cos \theta }
dove
{\displaystyle n={\tfrac {1}{2}}(\sin \phi _{1}+\sin \phi _{2})}
{\displaystyle \theta =n(\lambda -\lambda _{0})}
{\displaystyle C=\cos ^{2}\phi _{1}+2n\sin \phi _{1}}
{\displaystyle \rho ={\frac {\sqrt {C-2n\sin \phi }}{n}}}
{\displaystyle \rho _{0}={\frac {\sqrt {C-2n\sin \phi _{0}}}{n}}}